# Ponte sul Wadi al-Kuf
Il ponte sul Wadi al-Kuf (in arabo: جسر وادي الكوف - jisr ouadi elkouf) è un ponte strallato stradale costruito in calcestruzzo armato precompresso e progettato da Riccardo Morandi. Al momento della progettazione era il ponte strallato di maggior luce al mondo e fino al 1984 è stato il ponte con maggiore altezza sul fondo valle in Africa.

## Posizione
Il ponte si trova nell'estremo Nord della Libia a 20 km da Beida e a circa 15 km a sud della costa nella zona dell'altopiano libico Gebel el-Achdar. Il ponte fa parte del collegamento stradale che unisce Bengasi a al-Marj, Beida, Derna e Tobruch, si trova sulla strada chiamata Al-Orouba ed attraversa l'omonimo canalone (Uadi) chiamato Wadi al-Kuf (Valle delle Caverne).

## Descrizione[2]
Per la sua realizzazione non sono state usate convenzionali strutture in acciaio: tutte le parti strutturali che lo compongono, quindi piloni, cavi di tensione e la carreggiata stradale, sono costruiti in calcestruzzo armato precompresso.

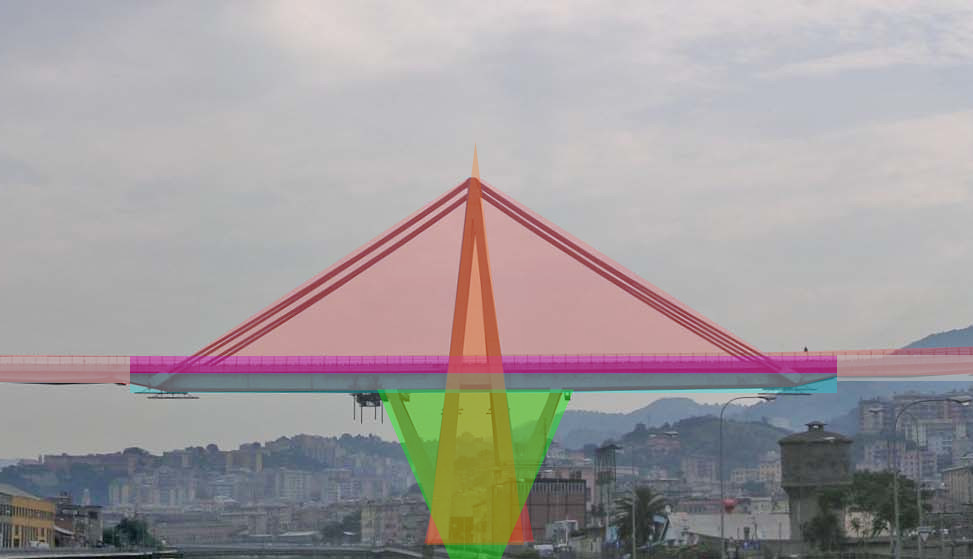
In verde l'appoggio a "V" del segmento centrale; In arancio il pilone a forma di "A"; In azzurro lo scatolato che sorregge la base della strada; In viola la sede allargata stradale; In rosso gli stralli (tiranti) in cemento precompresso; in grigio alle estremità i segmenti stradali agganciati (questo elaborato riguarda il viadotto sul Polcevera).

Il ponte è formato da due antenne a forma di "A" che si ergono a 57,3 metri dal manto stradale. Le antenne non sono della stessa altezza, in quanto le loro fondamenta poggiano su fondazioni realizzate nella valle con diversa elevazione. La forma caratteristica e i materiali usati conferiscono al ponte rigidità e permettono di contrastare i cambiamenti delle forze agenti sulla sua struttura che si vengono a formare quando un veicolo, attraversando il ponte nella sua lunghezza, sposta il suo peso da un lato all'altro delle colonne. Analoga funzione svolgono le strutture a "V" presenti alla base dei piloni che si innestano, sorreggono e stabilizzano centralmente la carreggiata stradale.
I tiranti obliqui, non sono comuni funi di acciaio in tensione, bensì sempre realizzati con la tecnica del calcestruzzo armato precompresso e sono continui sulla sommità del pilone e ancorati all'impalcato alle estremità della piattaforma stradale, a una distanza di 97,5 metri da ciascun lato delle colonne. Questo comporta il vantaggio di essere maggiormente rigidi assialmente e di eliminare fenomeni di vibrazione innescati dalle funi di solo metallo.
La piattaforma che compone la carreggiata stradale è sorretta da una sezione a cassone monocellulare in calcestruzzo larga 7,4 metri sulla quale è posizionata un'ulteriore soletta larga 13 metri come supporto al manto stradale. L'insieme della carreggiata è quindi sorretto dalle antenne con i tiranti ancorati alle estremità dei segmenti di strada e due colonne a "V" rovescia convergenti sulla zattera di fondazione. La geometria delle antenne di sostegno dei tiranti è esterna all'impalcato e non ha elementi in comune.
Le due sezioni a sbalzo sostengono un impalcato appoggiato realizzato con tre travi precompresse che danno supporto alla sede stradale. L'interasse appoggi di questa travata è di 55 metri, lo sbalzo dalle sezioni di ancoraggio degli stralli è di 16 metri.
La foto a lato riporta, a titolo di esempio, i dettagli di una singola colonna di un ponte strallato evidenziando le varie parti con colorazioni differenti.

## Storia

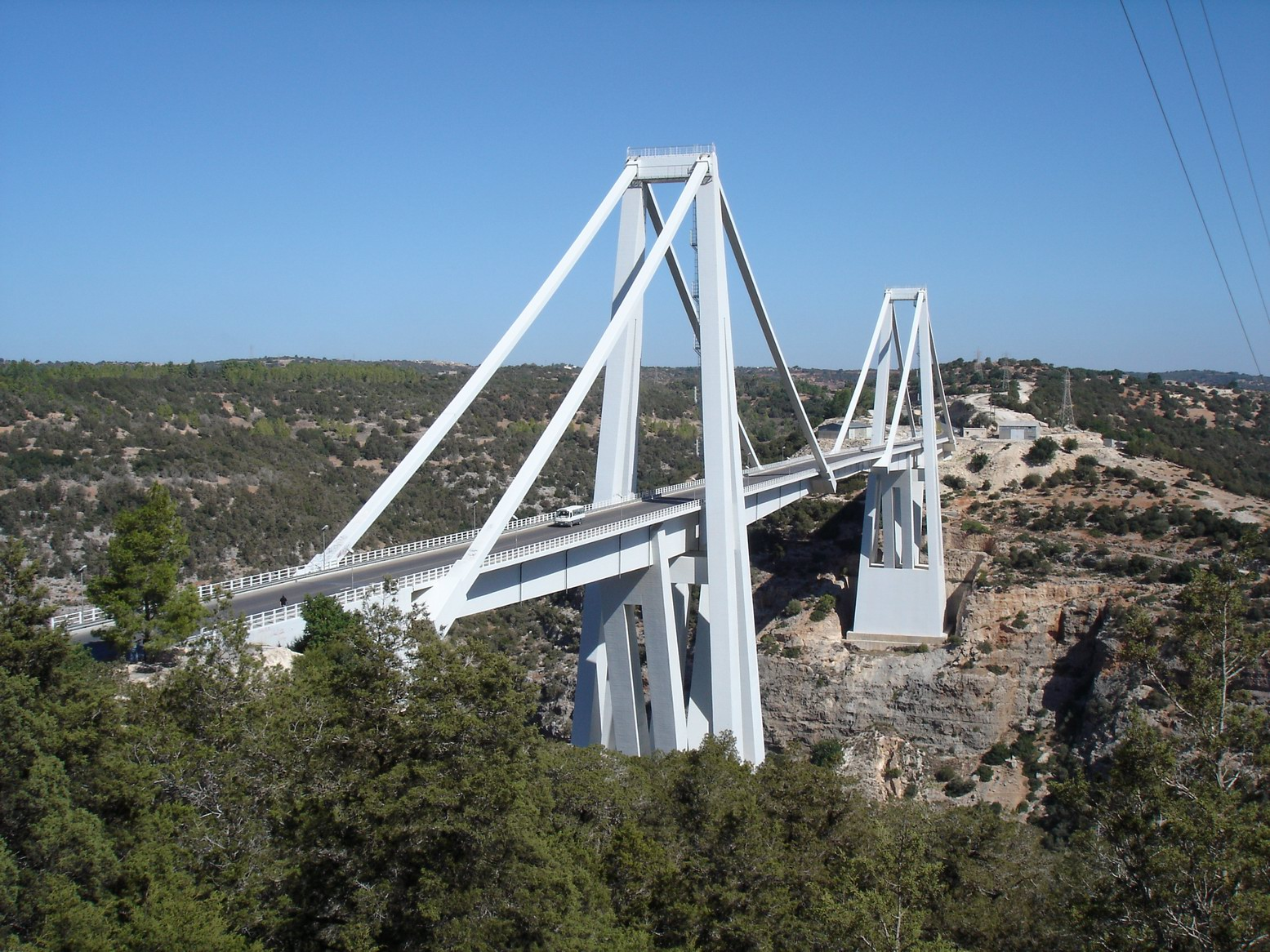
Il ponte nel 2004

Il ponte venne costruito tra il 1965 e il 1971, in seguito ai primi ritrovamenti petroliferi nel Regno Unito di Libia, per volere del re Idris di Libia dalla CSC - Costruzioni Stradali e Civili S. A. di Lugano filiale della Co.ge.far. s.p.a. di Milano (poi confluita in Salini Impregilo).
Nel 1968 vennero dedicati al ponte due francobolli da 25 e 60 millieme di sterlina libica dal Regno di Libia.
Nel periodo compreso tra il 1996 ed il 2000 il ponte fu ristrutturato in quanto il ritiro e la viscosità del calcestruzzo avevano prodotto una deformazione non più compatibile con la elongazione massima prevista per l'apparecchio di appoggio e per il sovrastante giunto a pettine.
Sono stati inoltre effettuati altri lavori quali la integrazione della precompressione dell'impalcato con barre superiori e cavi inferiori, irrigidimento torsionale della sezione scatolare con introduzione di anelli antitorsione e posizionamento di barre di precompressione oblique nelle sezioni a sbalzo al fine di migliorare il comportamento a taglio della sezione.
Sono state modificate le seggiole gerber di sostegno della travata tampone per adeguarle alle nuove geometrie di impalcato e sostituiti gli apparecchi di appoggio delle travi. Per consentire tale operazione si è reso necessario costruire un elemento irrigidente collegato al trasverso di testata per garantirne la idoneità al trasferimento delle azioni prodotte dai martinetti di sollevamento. È stato inoltre interamente modificato il sistema di drenaggio, smaltimento acque e protetta tutta la superficie esterna della struttura con un primer ed un trattamento coprente con vernice alifatica di colorazione grigio chiaro.
Il progetto di restauro statico è stato redatto dall'Ing. Emanuele Codacci-Pisanelli, la esecuzione dei lavori è stata effettuata dalla DELMA del Gruppo Maltauro. Hanno inoltre collaborato il Prof. M.P. Petrangeli quale consulente per le soluzioni strutturali ed il Prof. F. Brancaleoni quale consulente per le analisi viscose ed il comportamento sismico.
Nel 2017, durante un'ispezione visiva, vennero rilevate sul ponte delle potenziali fratture che portarono alla sua chiusura per accertamenti il 25 ottobre; a seguito di verifiche da parte di ingegneri stradali, il ponte venne però giudicato sicuro per quanto bisognoso di manutenzioni, e riaperto al traffico già il 27 ottobre (con delle limitazioni precauzionali utili ad evitare il transito congiunto di mezzi pesanti).
Il 7 agosto 2018 il sindaco di Beida comunicò al governo di Tobruch la sua preoccupazione per le necessità di manutenzione del ponte, non si hanno tuttavia notizie di ulteriori chiusure al traffico, che da immagini successive reperibili in rete appare infatti regolare.
Nella trasmissione Uno mattina del 2 febbraio 2019 su Rai2 è stato trasmesso un servizio del giornalista Paolo Di Giannantonio in cui si vede il ponte regolarmente aperto e con molto traffico.

### Testi di approfondimento
- Il ponte sul Wadi Kuf nell'Altopiano cirenaico, Libia, in L'Industria Italiana del Cemento, n. 9, 1971,  pp. 613 ss.
- ICE Institution of Civil Engineers - Current and future trends in bridge design, construction and maintenance 2 - 2015
- ICE Institution of Civil Engineers - International Conference - Hong Kong 25 -26 April 2001 - The bridge on the Wadi Kuf Valley - Libya
- AICAP 2002 - 22º Convegno Nazionale Bologna 6 - 8 giugno 2002 - Il ponte sul Wadi Kuf - Libia - Progetto di restauro statico